# ضابئ البرجمي
ضابئ بن الحارث بن أرطاة التميمي البرجمي شاعر، خبيث اللسان، كثير الشر. عرف في الجاهلية. وأدرك الإسلام، فعاش بالمدينة إلى أيام عثمان. وكان مولعاً بالصيد، وله خيل. ومن شعره أحد أبيات الشواهد:

## سجنه
وكان ضعيف البصر: سجنه عثمان بن عفان لقتله صبياً بدابته، ولم ينفعه الاعتذار بضعف بصره. ولما انطلق هجا قوماً من بني نهشل، فأعيد إلى السجن. وعرض السجناء يوماً فإذا هو قد أعدّ سكيناً في نعله يريد أن يغتال بها عثمان، فلم يزل في السجن إلى أن مات (1).